# Lilian Klebow

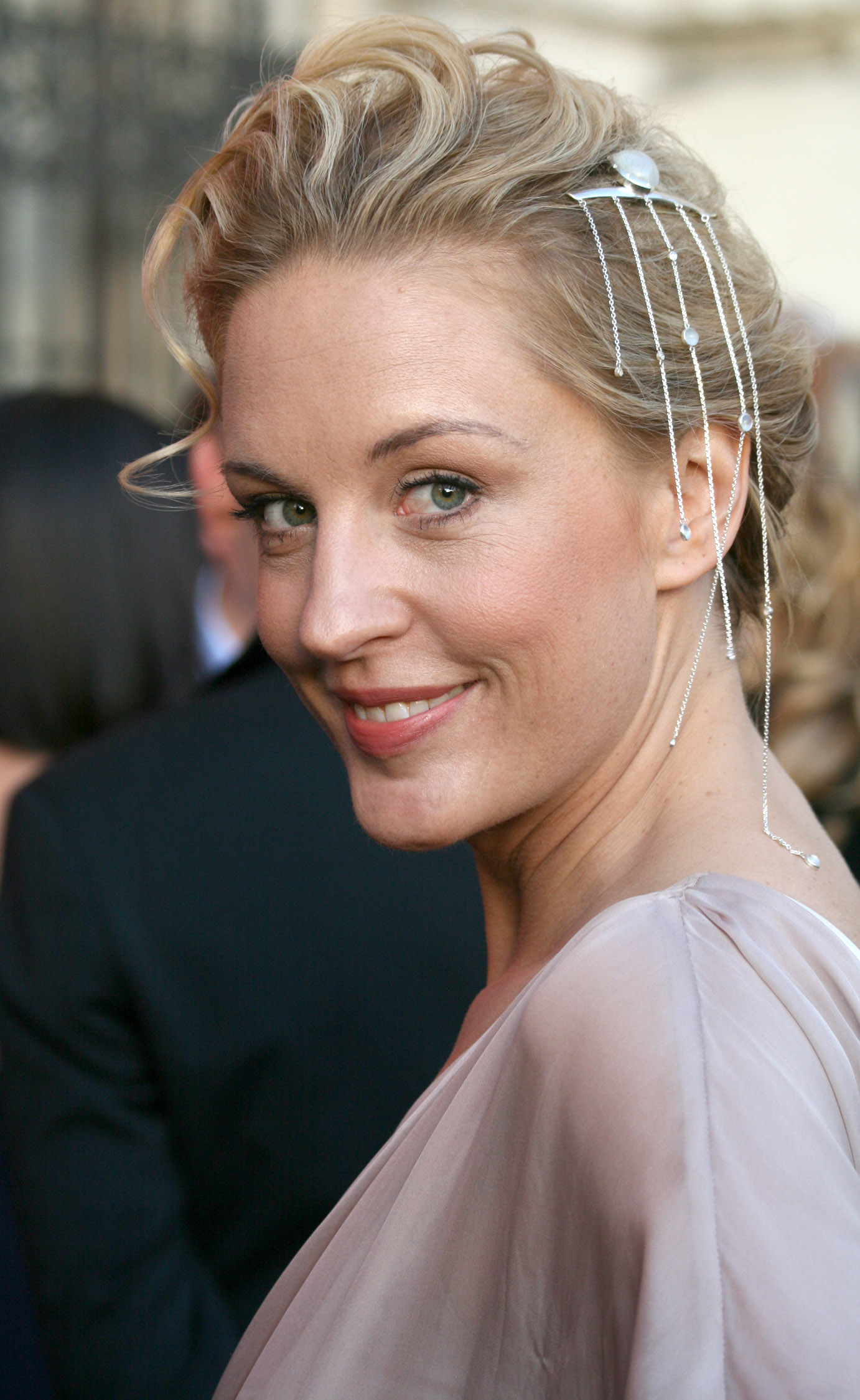
Lilian Klebow bei der Romyverleihung 2012

Sibylla Lilian Klebow (* 31. Oktober 1977 (fälschlich oft 1979) in München) ist eine deutsche Schauspielerin und Sängerin.

## Leben und Karriere
Lilian Klebow kam am 31. Oktober 1977 zur Welt. An vielen Stellen wird ihr Geburtsjahr mit 1979 angegeben, was sie in ihrer 2021 erschienenen Autobiographie Reise zurück zu mir als Falschangabe offenlegte, um bei ihrem Karriereeinstieg länger an Rollen für unter 26-Jährige zu kommen.
Mit acht Jahren begann Klebow beim Kinderensemble & Statisterie in der Bayerischen Staatsoper in München. Mit elf Jahren begann sie eine Tanzausbildung am Studio Ben bei Emil Brandl und Gisela Ochsner. Mit 17 erhielt sie mit der Band All About Angels bei Ralph Siegels Label Jupiter Records ihren ersten Plattenvertrag. Mit dieser Band nahm sie 1997 mit dem Song Engel an der deutschen Vorentscheidung zum Eurovision Song Contest teil (7. Platz).
Klebow absolvierte eine Schauspielausbildung in München bei Christine Görner, in Berlin an der Actors Lodge bei Gabrielle Scharnitzky, an der Universität für Musik und darstellende Kunst Wien und dem Performing Arts Studios Vienna. 1999 und 2001 schloss sie ihre Ausbildung in den Fächern Schauspiel sowie Tanz und Gesang mit Auszeichnung ab.
Klebow ist Sängerin in verschiedenen Bandprojekten. Von 2003 bis 2006 hatte sie eine eigene Rockband. 2008 trat sie mit der Soko Loco Band mit ihren Kollegen Gregor Seberg und Dietrich Siegl unterstützt von Helmut Zerlett beim Fernsehpreis Romy auf.
Ihr Theaterdebüt gab Klebow 1999 bei den Salzburger Festspielen unter der Regie von Gernot Friedl in Hugo von Hofmannsthals Jedermann. 2008 spielte sie an der Seite der Wiener Musiklegende Hansi Lang in der Uraufführung von Gottes Sekretärin des österreichischen Autors Klaus Oppitz.

### Sonstiges
Klebow ist Mitglied der 2009 gegründeten Akademie des Österreichischen Films. Sie arbeitet auch als Sprecherin für Hörspiel, Filmsynchronisation und Werbung bei Ö1 und FM4.
Seit Anfang 2011 ist Klebow Ehrenbotschafterin des Jane-Goodall-Instituts Austria.
Im Frühjahr 2023 nahm Klebow gemeinsam mit dem Profitänzer Florian Gschaider in der 15. Staffel der ORF-Tanzshow Dancing Stars teil. Kurz vor dem Semifinale verletzte sich Florian Gschaider und musste daher die Staffel beenden. Sie entschied sich dazu, nicht mit einem anderen Profi weiter zu tanzen und ebenfalls auszuscheiden.

### Persönliches

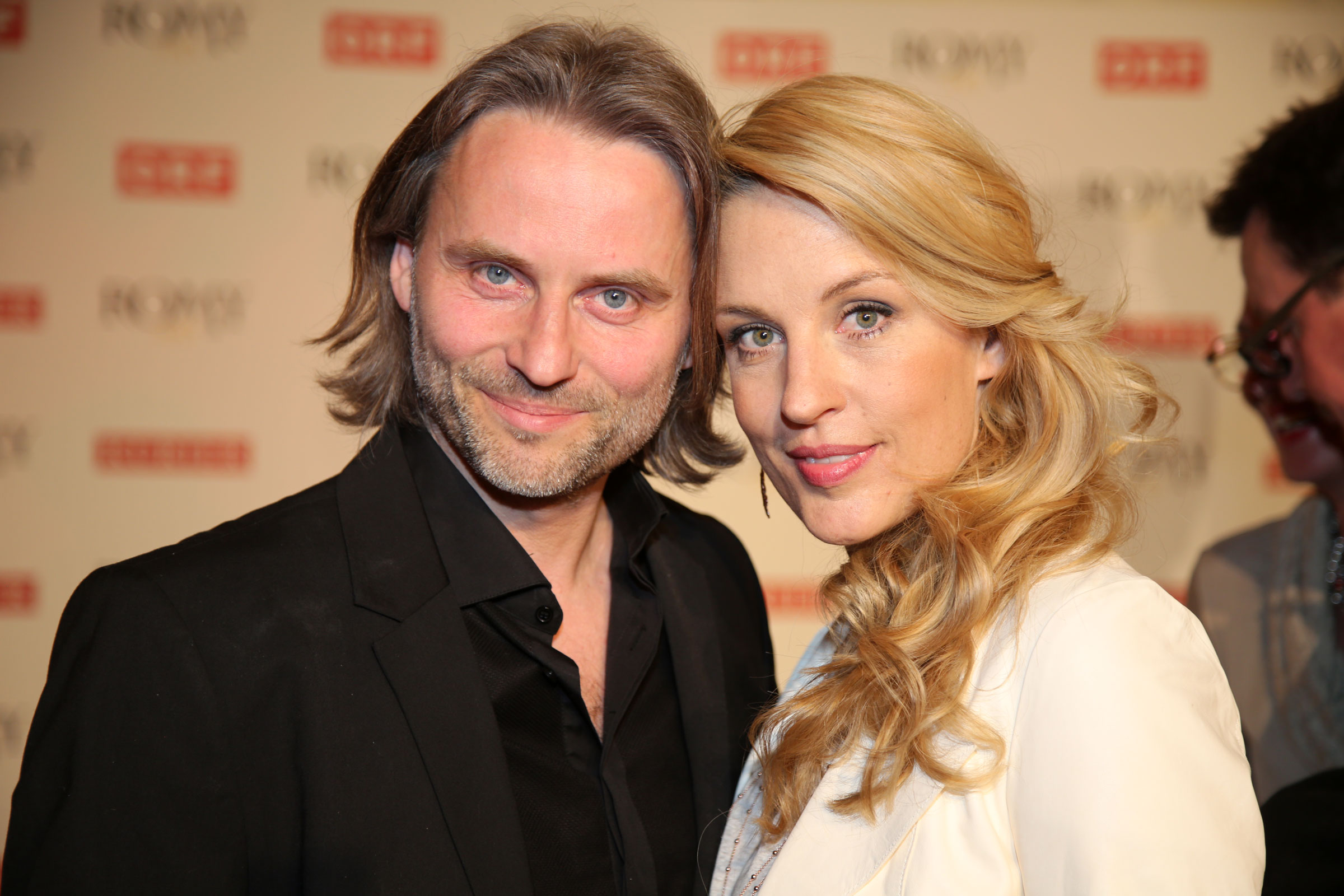
Lilian Klebow mit ihrem Mann Erich Altenkopf bei der Romyverleihung 2015

Klebow heiratete im Juli 2011 den Schauspieler Erich Altenkopf. Im März 2014 brachte sie eine Tochter zur Welt. Im Januar 2017 kam ihr zweites Kind, ein Junge, zur Welt.

## Auszeichnungen
- 2018 nahm Lilian Klebow gemeinsam mit der ZDF-Redakteurin Silvia Lambri den Ehrenpreis „Rauchfrei-Siegel“ für die erfolgreiche ZDF-Krimiserie SOKO Wien – SOKO Donau entgegen, zu deren Erfolg die Schauspielerin mit beiträgt. Die bei einem Festakt am Weltnichtrauchertag in Berlin erfolgte Auszeichnung durch die Stiftung Deutsche Krebshilfe in Anwesenheit führender Vertreter vom Aktionsbündnis Nichtrauchen war ein öffentlicher Dank der Gesundheitsorganisationen dafür, dass SOKO Wien „bewusst auf rauchende Charaktere“ verzichte und damit eine Vorbildfunktion habe.[10]

- Weitere Ehrungen: 2009 und 2010 war Klebow in der Kategorie Beste Schauspielerin in einer Serie für SOKO Donau alias SOKO Wien und für Stadt, Land, Mord für den Fernsehpreis Romy nominiert.

## Filmografie (Auswahl)
- 2001: Kommissar Rex (Fernsehserie, Episode: Ein todsicherer Tipp)
- 2001: Julia – Eine ungewöhnliche Frau (Fernsehserie, Episode: Rufmord)
- 2001: SOKO Kitzbühel (Fernsehserie, Episode: Ein Bombenschlag)
- 2004: Princesse Marie
- 2004: Meine schöne Tochter
- 2005: LiebesLeben (Fernsehserie, Episode: Ihr Scheiß Sterne)
- seit 2005: SOKO Donau (Fernsehserie, als SOKO Wien im ZDF)
- 2006: Novotny & Maroudi – Zahngötter in Weiß (Fernsehserie, Episode: Lebenskrisen)
- 2006: Mein süßes Geheimnis
- 2006–2007: Stadt, Land, Mord (Fernsehserie, 8 Episoden)
- 2007: A Full Circle
- 2008: Und ewig schweigen die Männer
- 2008: Das große Glück sozusagen
- 2009: Der Stinkstiefel
- 2009: Detektiv wider Willen
- 2010: Der letzte Bulle (Fernsehserie, Episode: Der verlorene Sohn)
- 2010: Furcht & Zittern
- 2011: Nur der Berg kennt die Wahrheit (Fernsehfilm)
- 2013: Schon wieder Henriette
- 2013: Der Umschlag
- 2014: Die Mamba (als Penny Lanz)
- 2015: Beautiful Girl
- 2015: World of Leem
- 2019: Percht (Kurzfilm)
- 2019: Love Machine
- 2019: Wiener Blut
- 2019: Der vierte Mann (Serien-Special von SOKO Donau mit SOKO Leipzig)
- 2024: Der Metzger – Mordstheater (Fernsehreihe)

## Wichtige Theaterrollen
- Ruth Condomine in Blithe Spirit von Noël Coward
- Christine Weyring in Liebelei von Arthur Schnitzler
- Erna Wahl in Das weite Land von Arthur Schnitzler
- Jenny in The Shape of Things von Neil LaBute
- Burleigh/Leicester in Maria Stuart von Friedrich Schiller
- Lady Macbeth in Macbeth von William Shakespeare
- Erzählerin in Fleisch&Flesh von Lida Winiewicz am Volkstheater Wien
- Tina in Crazy Love von Hofbauer/Gull am Wiener Metropol

## Publikationen
- Reise zurück zu mir. edition a, Wien 2021, ISBN 978-3-99001-536-0 (Bibliographischer Nachweis).